# المار رایندرس
المار رایندرس (هلندی: Elmar Reinders؛ زادهٔ ۱۴ مارس ۱۹۹۲ ‏(۳۲ سال)) دوچرخه‌سوار اهل هلند است.
از باشگاه‌هایی که در آن رکاب زده‌است می‌توان به تیم دوچرخه‌سواری رومپوت–ندرلانسه لوتری اشاره کرد.